# Episodi di Frasier (undicesima stagione)
L'undicesima stagione della sitcom Frasier è stata trasmessa in prima visione negli Stati Uniti d'America da NBC dal 23 settembre 2003 al 13 maggio 2004.
In Italia è andata in onda in prima visione assoluta sul canale satellitare Jimmy dal 10 novembre al 14 dicembre 2005.
| nº | Titolo originale / italiano         | Prima TV USA      | Prima TV Italia  |
| -- | ----------------------------------- | ----------------- | ---------------- |
| 1  | No Sex Please, We're Skittish (1)   | 23 settembre 2003 | 10 novembre 2005 |
| 2  | A Man, a Plan, and a Gal: Julia (2) | 23 settembre 2003 | 11 novembre 2005 |
| 3  | The Doctor Is Out                   | 30 settembre 2003 | 14 novembre 2005 |
| 4  | The Babysitter                      | 7 ottobre 2003    | 15 novembre 2005 |
| 5  | The Placeholder                     | 14 ottobre 2003   | 16 novembre 2005 |
| 6  | I'm Listening                       | 21 ottobre 2003   | 17 novembre 2005 |
| 7  | Maris Returns (1)                   | 4 novembre 2003   | 18 novembre 2005 |
| 8  | Murder Most Maris (2)               | 11 novembre 2003  | 21 novembre 2005 |
| 9  | Guns N' Neuroses                    | 18 novembre 2003  | 22 novembre 2005 |
| 10 | Sea Bee Jeebies                     | 2 dicembre 2003   | 23 novembre 2005 |
| 11 | High Holidays                       | 9 dicembre 2003   | 24 novembre 2005 |
| 12 | Frasier-Lite                        | 6 gennaio 2004    | 25 novembre 2005 |
| 13 | The Ann Who Came to Dinner          | 13 gennaio 2004   | 28 novembre 2005 |
| 14 | Freudian Sleep                      | 3 febbraio 2004   | 29 novembre 2005 |
| 15 | Caught in the Act                   | 24 febbraio 2004  | 30 novembre 2005 |
| 16 | Boo! (a.k.a. I'm With Her)          | 2 marzo 2004      | 1º dicembre 2005 |
| 17 | Coots and Ladders                   | 16 marzo 2004     | 2 dicembre 2005  |
| 18 | Match Game                          | 30 marzo 2004     | 5 dicembre 2005  |
| 19 | Miss Right Now                      | 6 aprile 2004     | 6 dicembre 2005  |
| 20 | And Frasier Makes Three             | 20 aprile 2004    | 7 dicembre 2005  |
| 21 | Detour                              | 27 aprile 2004    | 8 dicembre 2005  |
| 22 | Crock Tales                         | 4 maggio 2004     | 9 dicembre 2005  |
| 23 | Goodnight, Seattle (1)              | 13 maggio 2004    | 13 dicembre 2005 |
| 24 | Goodnight, Seattle (2)              | 13 maggio 2004    | 14 dicembre 2005 |